# 宇都宮宿

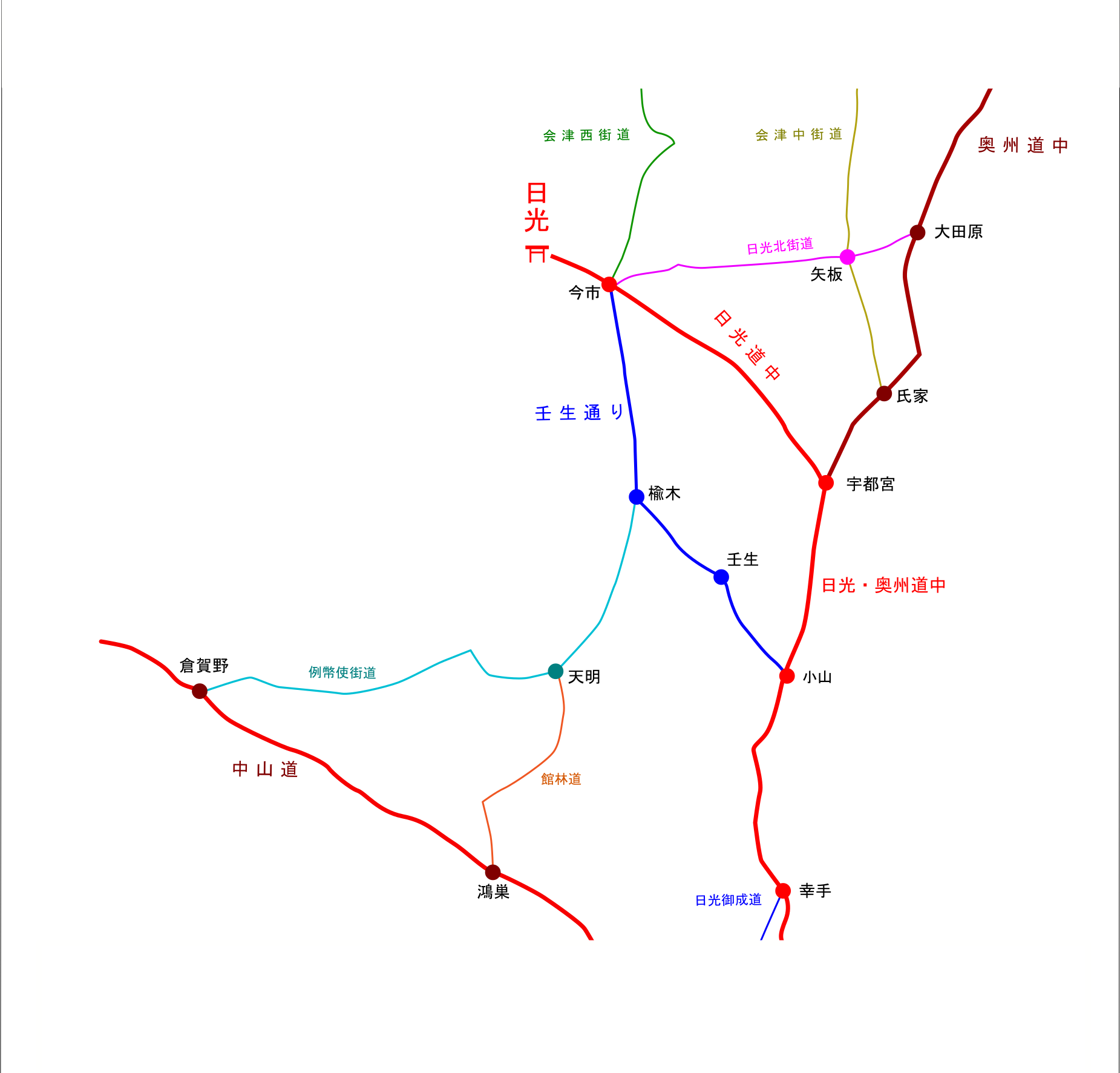
宇都宮周辺の主要街道の略図。

宇都宮宿（うつのみやじゅく）は、日光街道（日光道中）および奥州街道（奥州道中）の17番目の宿駅（宿場町）で、下野国河内郡宇都宮にあった。宇都宮城の城下町にあり、両街道の追分であったほか、国内各地を結ぶ主要道路が通る交通の要衝で、日光街道で最も賑わった宿場町と云われている。現在の栃木県宇都宮市中心市街地中西部地域。

## 概要
宇都宮宿は、宇都宮城の城下町であり宇都宮大明神（二荒山神社）の門前町でもあった宇都宮が、徳川家康の命により伝馬役を命ぜられ、宿駅として整備されたものである。宇都宮藩により治められていた。
東海道に続く街道整備により宇都宮宿にも伝馬役が命ぜられたのが慶長7年（1602年）であり、以来宿場町となり人足25人と馬25頭の常備が義務付けられていた。一方で地子免許状が交付され土地税は免除となり負担軽減の措置が執られていた。
元和3年（1617年）に徳川家康が日光山に祀られ、寛永13年（1636年）に徳川家光によって現在の東照社が日光に造営され、さらに正保2年（1647年）に朝廷より東照社に宮号が宣下され日光東照宮となると、日光街道は参詣道としての重要度も急速に高まり、文政期には日光街道を参勤する大名家は41家を数え、五街道では東海道の146家に次いで多いなど通行量が増大した。
伝馬役は日光街道と奥州街道の追分である伝馬町、池上町界隈で受け持っており、当初は東石町で担っていたが負担が重かったため伝馬町に移され、さらに小伝馬町や池上町にも拡大された。宇都宮宿で最も栄えたのがこの伝馬町や池上町界隈で、多くの商家や問屋が店を構え、寛文10年（1670年）には本陣と脇本陣が置かれている。大黒町には木賃宿が設けられ一般旅客の宿泊所となっていたほか、挽路町や材木町には造り酒屋や遊廓などもあった。蓬莱町、大黒町、歌橋町などの界隈では七の付く日に市が立ち、たいへん賑わったと伝えられている。また、日光街道には2宿に貫目改所が設けられたが、ひとつは千住宿に、そしてもうひとつが宇都宮宿新石町に置かれていた。
天保14年（1843年）の『日光道中宿村大概帳』によれば、宇都宮宿は南北20町（約2.2km）、東西18町58間（約2.1km）の規模で、本陣は2軒、脇本陣は1軒設けられ、旅籠が42軒あった。宿内の家数は1219軒、人口は6,457人であった。
門前・寺社を含めた宇都宮城下では、天保15年（1844年）の記録によると、家数1,693件、人口15,500人であり、江戸初期には32町であったのが、後期には48町まで増えている。本陣は日光道中と奥州道中の追分に当たる傳馬町（伝馬町）および池上町に1軒ずつ、脇本陣は伝馬町に1軒、それぞれ所在した。ほか、街道沿いには台陽寺や桂林寺など寺社群が多数林立し、宇都宮は『日光道中で最大の繁盛の地』であった。その賑やいだ様子は『日光道中絵図』からもよく見て取れる。

## 設備
- 宿駅
  - 本陣上野新右衛門、脇本陣（伝馬町）
  - 本陣石塚次郎兵衛（池上町）
  - 荷物貫目改所、伝馬会所（新石町）
- 寺社
  - 常念寺（城内）
  - 台陽寺、地蔵寺、奥源寺、慈眼寺地蔵堂、長福寺、栄林寺、万松寺、天照（正）寺（南新町）
  - 地蔵寺、持宝院（贄木不動）（贄木町）
  - 神福寺、神明社（大黒町）
  - 一向寺、長楽寺、報恩寺、天神社、修験本定坊（蓬莱町）
  - 光琳寺（茂破町）
  - 【佐野道、壬生道】（挽路町）
  - 聖天社【鹿沼道】（材木町）
  - 粉河寺、浄鏡寺、真福寺、八幡社、摩利支天社、愛宕社、雷神社、星宮社（池上町）
  - 宇都宮大明神（日光山大明神）、薬師神宮寺、日光堂（馬場町）
  - 釈迦堂寺、猿田彦社（千手町）
  - 能延寺、桂蔵寺、慈光寺【田原道】（小田町）
  - 成高寺、天勢寺（小門町）
  - 清巌寺、妙正寺（清巌寺町）
  - 生福寺、法華寺、妙金寺（寺町）
  - 興禅寺（今泉村）
  - 観専寺、安養寺、大運寺（西原村）
  - 宝勝寺、不動堂、修験広隆寺、延命院（本郷町）
  - 桂林寺、天神社、三峰権現、修験左膳坊（新田町）
  - 祥雲寺（下戸祭村）
  - 薬師如来、東円寺、海休寺（上戸祭村）
  - 光明寺（下金井村）
- 接続道路
  - 日光道中
    - 江戸方面から北上し、不動堂で北西に折れて木戸を通って宇都宮宿に入り、北上して材木町で東に折れ、伝馬町で北折して木戸を通って宿外に出て下戸祭村、日光方面に北進する経路。

  - 奥州道中
    - 宿内日光道中の伝馬町を追分として東進し、池上町を通り宇都宮城大手を抜け宇都宮明神の参道が通る丘陵地の手前で南に折れ鉄砲町を通り、鏡が池の南側を東進して曲師町を抜け宇都宮大明神の参道（明神馬場）を横断して日野町（現在の二荒町）、大町を通り上河原に抜け、奥州古道に合流して北折し現在の幸橋付近から宿外に抜けて博労町（ばくろちょう）、今泉村、奥州方面へ北進する経路。

  - 奥州古道
    - 日光道中不動堂を追分として北東に向かって宇都宮城下に入り、田川の西岸を通って上河原付近で城外に出て、奥州道中に合流する経路。

  - 佐野道、壬生道
    - 日光道中挽路町（ひきじちょう）を追分として西に折れ、報恩寺、光琳寺の界隈を抜け西原村に出て組屋敷を通って壬生、佐野方面に向かう経路。

  - 鹿沼道
    - 日光道中材木町を追分として西に折れ、西原の安養寺、観専寺、大雲寺界隈を経て組屋敷を通り鹿沼方面に向かう経路。

  - 大谷道
  - 田原道
  - 新里村道
    - 日光道中下戸祭村の北側を追分として北西に折れ、新里村方面に向かう経路。

## 交通
隣の宿
- 日光街道（道中）

雀宮宿 - 宇都宮宿 - 徳次郎宿
- 奥州街道（道中）

雀宮宿 - 宇都宮宿 - 白沢宿

## 参考資料
1. 1 2 3  福田三男著『宇都宮城物語』（下野新聞社）
2. ↑  国土交通省道路局HP『五街道―諸道の性格』に拠る。
3. ↑  『日光道中宿村大概帳』に拠る。
4. ↑  『日光道中記』に拠る。
5. ↑  『日光道中絵図巻6』（笹原新田より宇都宮宿まで）に拠る